# Vidisha (huyện)
Huyện Vidisha là một huyện thuộc bang Madhya Pradesh, Ấn Độ. Thủ phủ huyện Vidisha đóng ở Vidisha. Huyện Vidisha có diện tích 7362 ki lô mét vuông. Đến thời điểm năm 2001, huyện Vidisha có dân số 1214759 người.